# Hamida Javanshir
Hamida Javanshir, född 1873, död 1955, var en azerisk filantrop och affärsidkare. 
Hon ärvde 1903 sin fars bomullsindustri och skötte den med framgång. Hon föddes i en del av den rikaste azeriska överklassen som levde ett sekulärt liv och levde inte isolerad i ett harem som merparten av azeriska kvinnor vid denna tid. Hon ägnade sig åt omfattande välgörenhetsverksamhet. Hon grundade 1908 den första skolan där pojkar och flickor studerade tillsammans, och 1910 en välgörenhetsförening för kvinnor, vilket var den första kvinnoföreningen i Azerbadzjan. Hon utgav sin memoarer. 